# Лихачов Геннадій Михайлович
Генна́дій Миха́йлович Лихачо́в (16 серпня 1946, Саратов, Росія) — радянський футболіст. Нападник, відомий виступами за «Карпати» (Львів). Також грав за команди «Сокіл» (Саратов), «Металіст» (Харків), «Кристал» (Херсон) і любительський «Сокіл-ЛОРТА» (Львів). Майстер спорту СРСР. Володар Кубка СРСР 1969.
Закінчив Львівський інститут фізкультури.
Технічний, швидкий і витривалий нападник вирізнявся точним ударом і широким діапазоном дій, міг також зіграти і в півзахисті. Виступав за молодіжну та олімпійську збірні СРСР.
Після завершення ігрової кар'єри певний час займався бізнесом, працював тренером СДЮШОР «Карпати», грав у матчах ветеранів «Карпат». Мешкає у Львові.

## Титули та досягнення
- Кубок СРСР: 1969.